# Vélodrome
Pour le stade situé à Marseille, voir Stade Vélodrome.

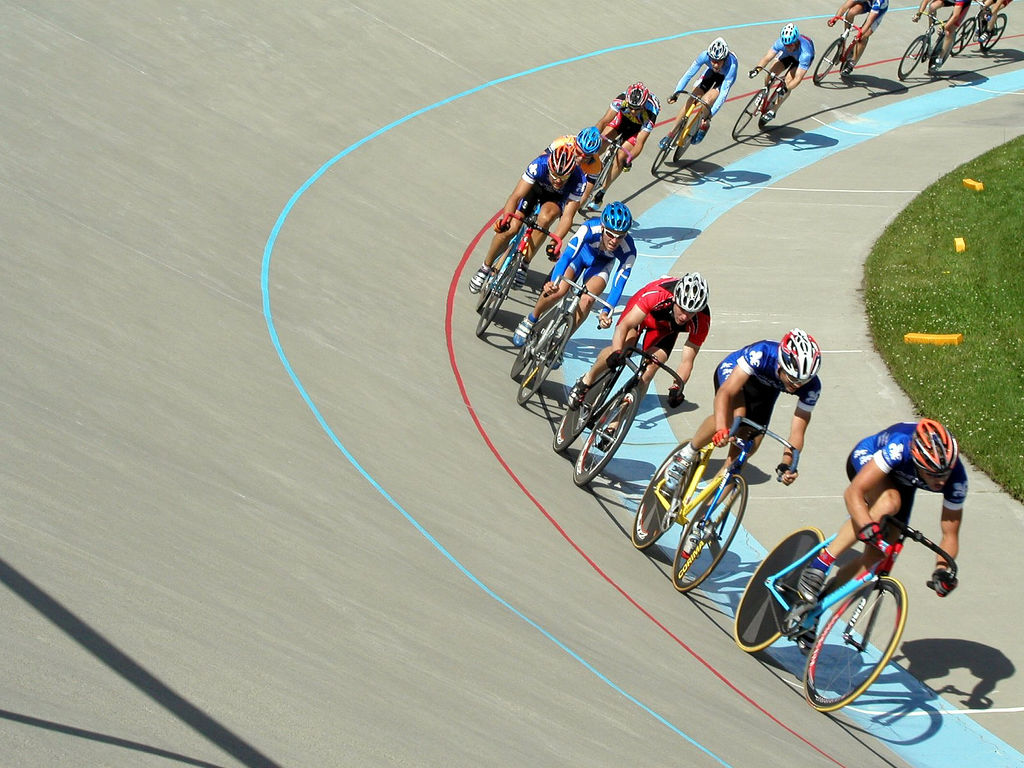
Vélodrome de Calgary, Canada

Un vélodrome est une surface aménagée circulaire ou ovale pour l'entraînement et les compétitions de cyclisme sur piste.
À l'origine, les courses de cyclisme sur route voyaient leur arrivée se disputer dans un vélodrome puis dans un stade vélodrome. Cela est de plus en plus rare, sauf dans quelques courses « classiques », comme Paris-Roubaix.

## Historique

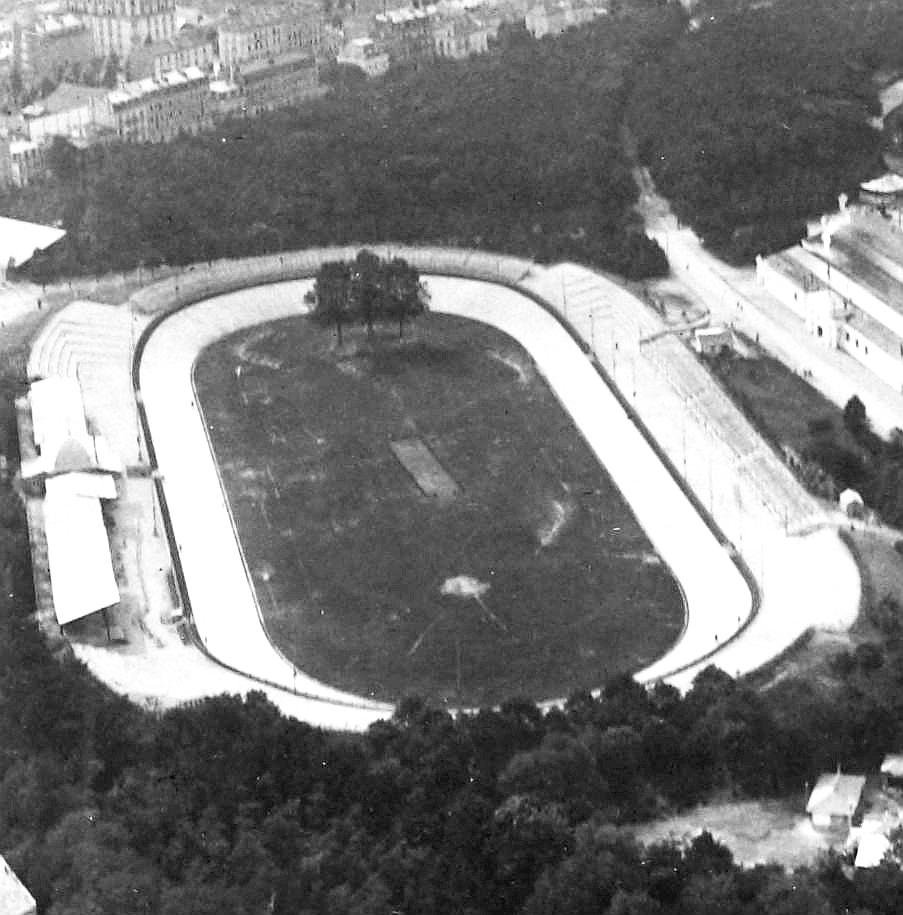
Le vélodrome de la Cipale à Paris dans le bois de Vincennes en 1900.

Le plus vieux vélodrome de France encore existant est le vélodrome de Loudun (86) datant de 1895 ; le tour de piste fait 185 m et il n'est plus entretenu. À Paris, le vélodrome de « la Cipale », appelé vélodrome Jacques-Anquetil, depuis 1987, fut inauguré en 1896 sous le nom de « vélodrome municipal de Vincennes ». Toujours existant et actif, il est situé dans le  bois de Vincennes et sur la commune de Paris depuis 1929.

## Dimensions
Les pistes des vélodromes ont un périmètre compris entre 133 et 500 m, avec la contrainte que l'on puisse obtenir une distance de 1 km à 5 cm près avec un nombre entier de demi-tours. Pour qu'un vélodrome puisse recevoir les championnats du monde ou les Jeux olympiques, il doit mesurer 250 mètres, une dérogation pouvant être donnée par l'UCI pour un vélodrome déjà en usage. La largeur d'une piste peut aller de 5  à   10 mètres.

## Marquage et lignes au sol

### Lignes longitudinales

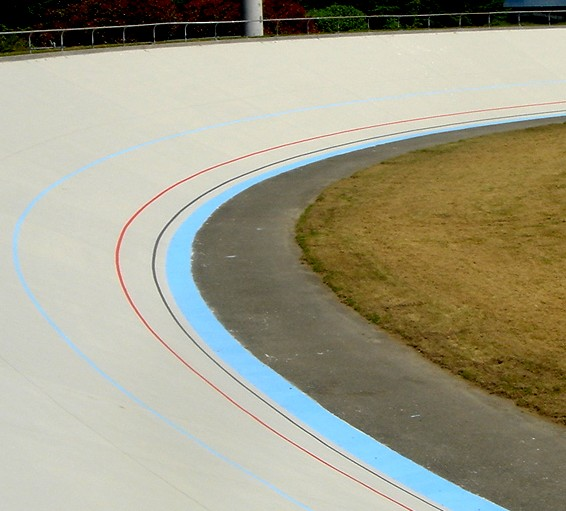
Marques longitudinales.

Côte d'azur
Au bas de la piste, sur toute sa longueur, se trouve une bande bleu clair appelée côte d'azur. C'est la « bande d'arrêt d'urgence » de la piste et il est interdit de l'emprunter volontairement. Lors des épreuves de poursuite, elle est rendue impraticable par des boudins.
Ligne de mensuration
20 cm au-dessus se trouve une ligne noire (ou blanche, si le fond de la piste est foncé) appelée ligne de mensuration. C'est sa longueur qui détermine la longueur de la piste. Elle porte des repères réguliers.
Ligne des sprinters
85 cm au-dessus de la ligne de mensuration se trouve une ligne rouge, la ligne des sprinters. Lors d'un sprint, le coureur de tête ne peut en sortir que s'il possède une longueur d'avance sur le suivant et un coureur qui double le premier ne peut s'y rabattre que s'il possède une longueur d'avance. Il est également interdit de doubler par la gauche un coureur qui s'y trouve.
Ligne des stayers
La ligne la plus éloignée du bord intérieur de la piste, de couleur bleue, est la ligne des stayers, utilisée pour le demi-fond. Elle se situe à 1/3 de la largeur de la piste, mais au moins 2,45 m en dessous. Lors de cette épreuve les coureurs doivent se trouver en dessous de cette ligne, sauf pour doubler, auquel cas il est obligatoire de passer au-dessus.

### Lignes transversales
Ligne d'arrivée
La ligne d'arrivée se situe au bout d'une ligne droite. C'est une ligne noire centrée sur une bande blanche.
Ligne des 200 m
C'est une ligne blanche tracée sur toute la largeur de la piste à 200 m de l'arrivée. Elle sert pour la prise des temps aux qualifications de la vitesse individuelle.
Lignes de poursuite
Ce sont deux lignes blanches tracées sur la première moitié de la largeur de la piste au milieu de chaque ligne droite. Elles servent de lignes de départ et d'arrivée pour les épreuves contre-la-montre départ arrêté.

## Stades vélodromes

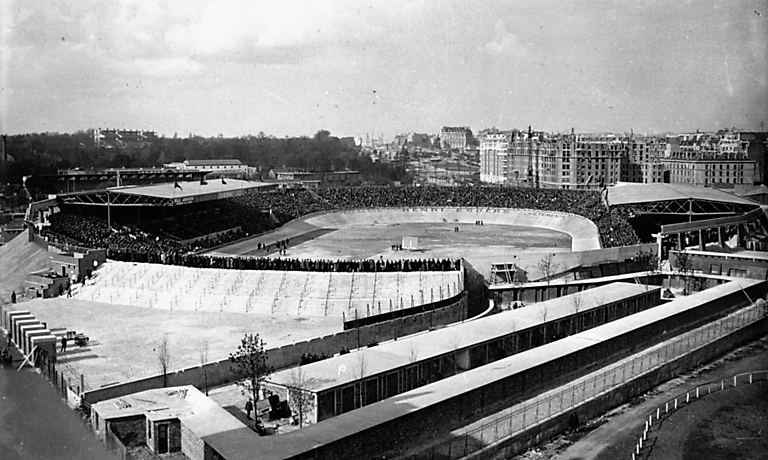
Le Parc des Princes en 1932

Le Parc des Princes à Paris, inauguré en 1897, et dont le nom officiel était stade vélodrome du Parc des Princes, possédait une piste cycliste en ciment rose de 454 mètres de longueur et accueillit l'arrivée finale du Tour de France de 1903 à 1967 avant sa rénovation et sa reconstruction entre 1969 et 1972.

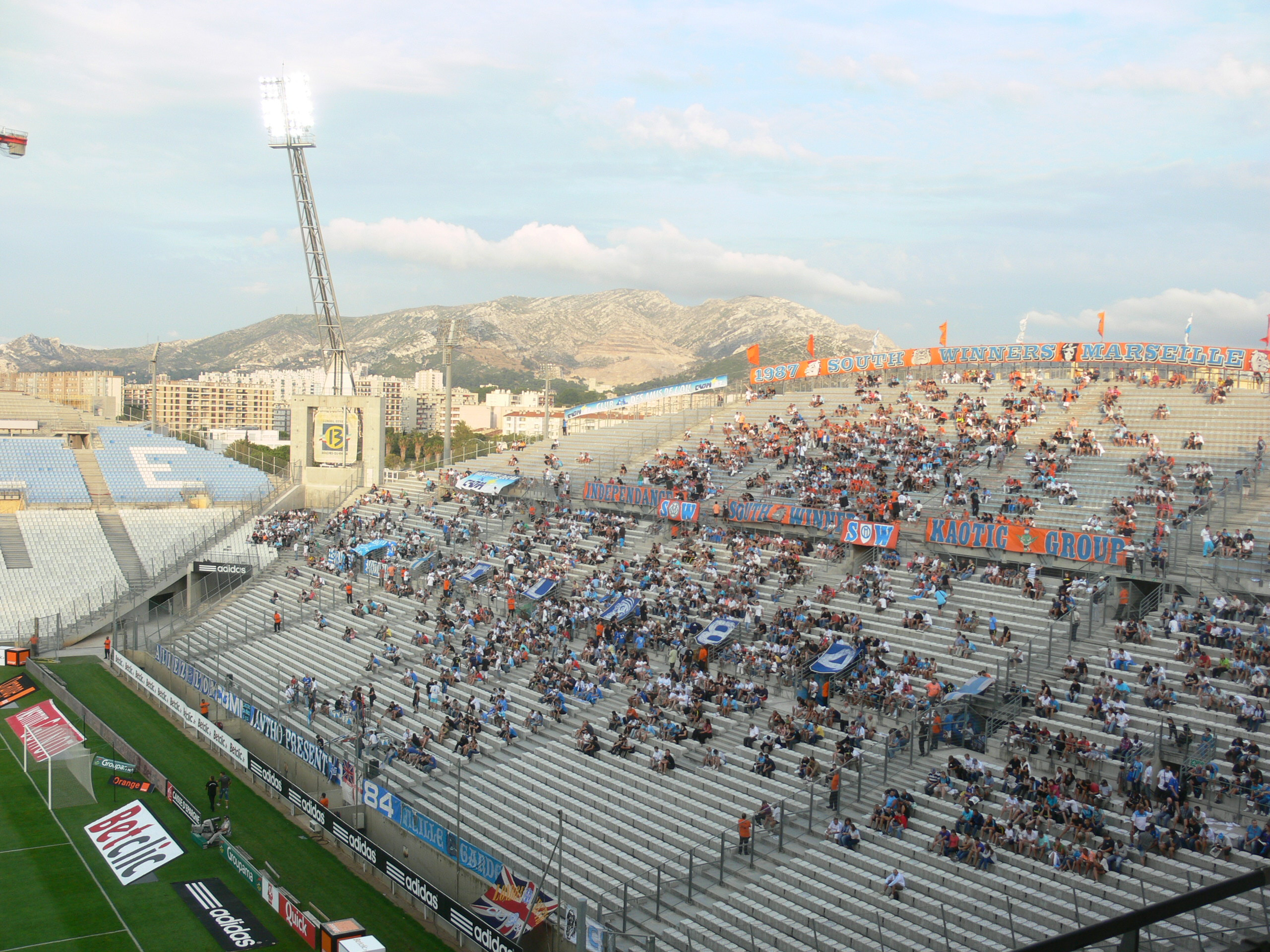
Le virage sud du stade Vélodrome de Marseille

L'Orange Vélodrome de Marseille dont le nom était officiellement Stade-Vélodrome Municipal jusqu'en 1998 (l'ancienne façade de la tribune Jean Bouin portait d'ailleurs la simple dénomination Stade Municipal jusqu'à la rénovation opérée pour la Coupe du Monde 1998), puis stade Vélodrome jusqu'en 2016, a la particularité de n'avoir aucun vélodrome dans son enceinte. La piste cyclable construite en 1937 avec le stade fut d'abord réduite au début des années 1970 puis supprimée définitivement en 1985. Lors des phases de recherches de partenaire pour le futur naming du stade rénové pour l'Euro 2016, le maire de Marseille, Jean-Claude Gaudin, exige que soit conservée l'appellation Vélodrome accolée au sponsor, témoignant de la popularité de cette appellation.